# آمبانجانی ساهالاوا
آمبانجانی ساهالاوا (به لاتین: Ambanjan'i Sahalava) یک منطقهٔ مسکونی در ماداگاسکار است که در آنالانجیروفو واقع شده‌است. آمبانجانی ساهالاوا ۱۰٬۵۹۳ نفر جمعیت دارد.